# Гугон Ганке
Гугон Ганке (пол. Hugon Hanke; 26 березня 1904 — 19 грудня 1964) — польський політик, 38-й прем'єр-міністр Польщі та 8-й прем'єр-міністр Республіки Польща у вигнанні (у 1955 році), несподівано повернувся до Польщі під час перебування на посаді прем'єр-міністра Республіки Польща у вигнанні.
Брав участь у політиці під час Другої Польської Республіки до Другої світової війни. Був активним членом Союзу християнських робітників (Chrześcijańskie Związki Zawodowe) і Лейбористської партії (Stronnictwo Pracy) у Сілезії.
Під час війни служив солдатом польської армії на Заході.
Після того, як прем'єр-міністр у вигнанні Станіслав Цат-Мацкевич утік до Польщі, Ганке був названий його наступником президентом Августом Залеським і перебував на посаді з 8 серпня по 10 вересня 1955 року.
Як і його попередник, він залишив Лондон і втік до Польщі.